# Bombus semenoviellus
Bombus semenoviellus (шмель семёновский, или шмель Семёнова-Тян-Шанского) — вид шмелей.

## Описание
Длина тела — 20—25 мм. Внешне напоминает Bombus subterraneus, от которого отличается более короткими щеками и отсутствием на заднем углу первого членика средней лапки шипа. Все три радиомедиальные ячейки одинакового размера. Глазки располагаются практически по прямой линии, не образуя треугольник. Щеки очень короткие (их длина короче ширины). Лоб, переднеспинка, щиток, верхняя часть боков туловища и первый тергит покрыты желтыми волосками. Четвёртый и пятый тергиты полностью в серо-белых волосках. На втором и третьем тергитах вершинные перевязи из волосков имеют такой же цвет. Остальные части тела в чёрных волосках. 

## Ареал
Лесная зона от Финляндии и запада Германии до Якутии, Байкала и Северной Монголии. На территории Восточной Европы южная граница глобального ареала вида проходит по югу лесостепной зоны от Западной Украины далее через Орловскую область до Южного Урала. Отмечается расширение ареала в западной его части - вид недавно отмечен в Западной Европе.

## Особенности биологии
В год развивается в одном поколении. Время лёта в мае – сентябре. Встречается на лугах, особенно вблизи сосняков. Самки и рабочие предпочитают цветки зонтичных (Apiaceae) и сложноцветных (Asteraceae). Гнездование наземное. Короткохоботковый. Вылет самок с зимовки в средние сроки (первая декада мая). 